# 官桥站 (广州市)
官桥站是广州地铁4号线建设中的高架车站，位于中国广东省广州市番禺区石楼镇与石碁镇交界处的莲花路、规划莲花大道之间，城际官桥北站西南侧。本站在4号线建设时已获得预留位置，后于2023年底开始建设。

## 车站结构

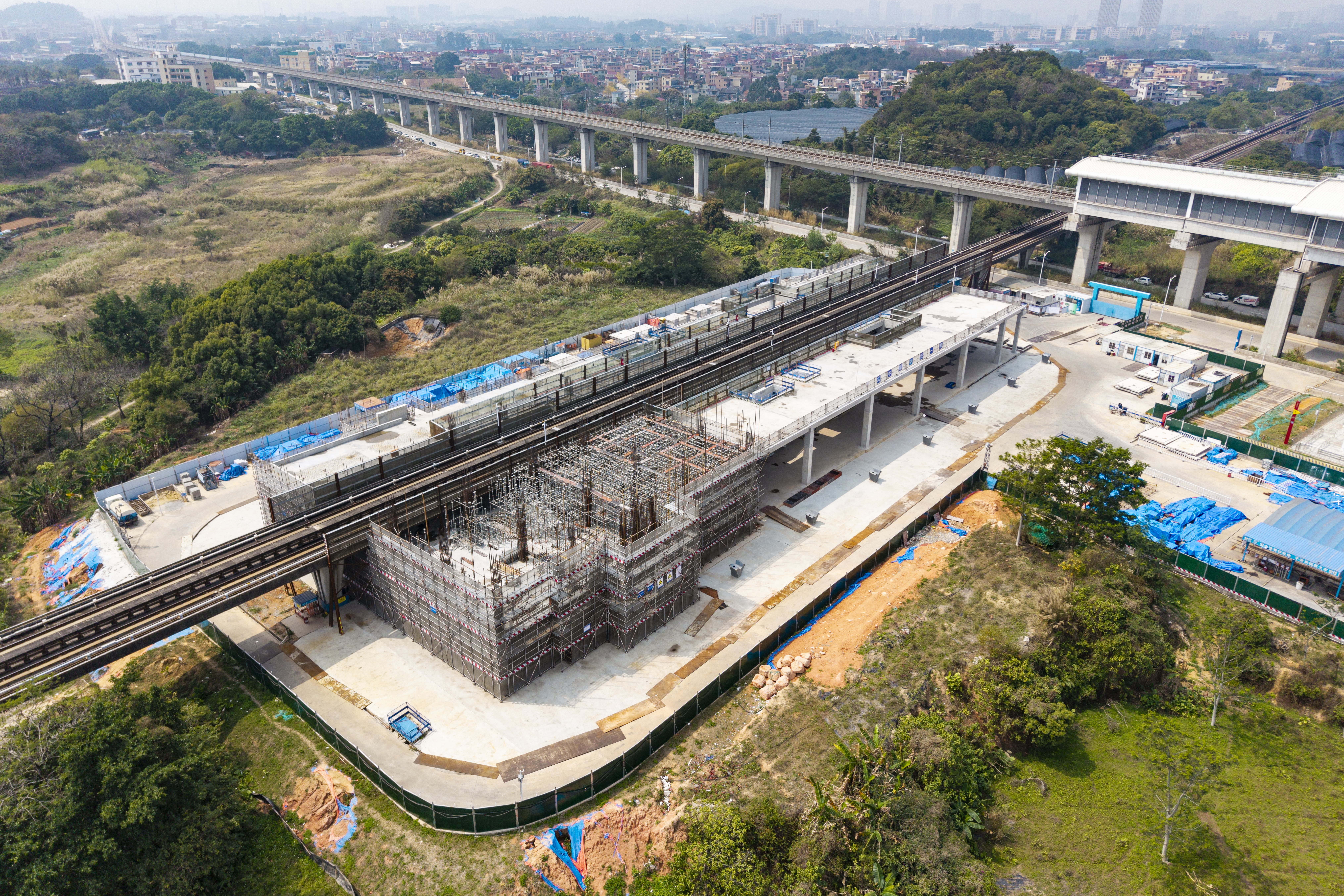
建设中的车站（2025年3月）

官桥站为高架车站，用地面积约1.2万平方米，并与广惠城际官桥北站通过天桥相连接。
本站原规划与17號線实现通道换乘，但由于17号线后调整至石碁站换乘，无需为其预留，故车站较原规划向北平移30米，以缩短与城际车站的换乘距离。

### 车站楼层
本站將設有两层，附近为官桥村、清华科技园广州创新基地以及城际官桥北站。车站地面为站厅，地上二层为站台和站厅。其中车站外长125米，总建筑面积8,964平方米。
| 地上二层 | 换乘天桥 | 前往城际官桥北站                                                       |  |  |
|          | 上层站廳 | 售票機、客服中心、安检设施                                             |  |  |
|          | 侧式站台 |                                                                        |  |  |
|          | 1 站台   | █4号线 黃村方向（下站：新造）                                          |  |  |
|          | 2 站台   | █4号线 南沙客运港方向（下站：石碁）                                    |  |  |
|          | 侧式站台 |                                                                        |  |  |
| 地面     | 地面站廳 | 售票機、客服中心、商店、警务室、安检设施、卫生间 来往2号站台和上层站厅 |  |  |

### 站厅
官桥站于车站两层均设有站厅。地面站厅与车站各出入口相连；二层站厅位于1站台外侧，与通往城际车站的换乘天桥和1站台相连，但须借道地面站厅才可前往2站台。
本站地面站厅的南侧非付费区设有公共卫生间、第三卫生间和母婴室。

### 月台
4号线车站启用后，将会设有两个侧式月台，位于官桥村上空。

## 历史
本站是4号线的一座预留车站。因车站周边大多为农田，欠缺与外界连接的道路，故当初未与4号线同步建设本站，僅在車站預定位置設置有信號系統所需設備，並未預留任何車站土建設施。
随着佛莞城际施工接近尾声，本站于2020年前后开始计划建设，以疏导城际线的旅客。车站工程的初步设计概算于2021年2月获批复。
本站原定计划于2021年下半年开工建设，2024年建成开通。因此有关方在同年10月发布监理招标，但在2022年3月提前中止招标。2022年5月，该施工招标监理招标再次重启。2022年9月，相关负责人在回复媒体和公众查询时表示，该站已完成工程招标，正在开展征借地及规划报建审批等前期工作。
2023年底，本站开始建设，但无法赶在城际车站开通时提供服务。2024年2月，本站开始钢结构施工。